# Antoine Sabatier de Castres
Abbé Antoine Sabatier de Castres (* 13. April 1742 in Castres; † 15. Juni 1817 in Paris) war ein französischer Journalist, Schriftsteller und Publizist und Anhänger einer Gegenströmung der Aufklärung.

## Herkunft
Antoine Sabatier wurde 1742 in Castres, einer kleinen Stadt im heutigen Département Tarn im Midi geboren. Die Familie stellte über mehrere Generationen Magistratsbeamte. Die Eltern selbst waren nach Jean Sgards Dictionnaire des journalistes kleine Kaufleute („marchands“). Nach Voltaire sollen sie Perückenmacher gewesen sein. Antoine wurde für den geistlichen Stand bestimmt. Er wurde jedoch wegen eines Hanges zu weltlicher Literatur aus dem Seminar von Castres verwiesen, nachdem er dort die Tonsur erhalten hatte. Der Titel Abbé stand Sabatier rechtlich ebenso wenig zu wie ein Adelsprädikat.

## Literarische Entwicklung
Mit etwas Erfolg versuchte sich der junge Sabatier nach dem Verweis aus dem Seminar als Theaterautor und Schriftsteller in Toulouse. Aus dieser Zeit datieren eine erste Komödie „Les Eaux de Bagnères“ und etliche Epigramme, Episteln, Madrigale und freizügige Verse. Durch diese Erfolge ermutigt, bat Sabatier 1765 in Briefen Claude Adrien Helvétius erfolgreich um Unterstützung. Helvétius lud den jungen Autor nach Paris ein und gewährte ihm ein Stipendium von 1200 Livres über zwei Jahre.
Sabatier suchte in Paris den Zugang zu den Salons und verfasste Lobreden auf Voltaire und Jean Baptiste le Rond d’Alembert, die den jungen Autor jedoch ablehnten und zurückwiesen. Gleichzeitig stellte Helvétius seine Unterstützung ein. Erhalten ist eine Briefnotiz d’Alemberts, Helvétius habe den kleinen Streuner, der aus Castres in Holzschuhen („Sabots“) angekommen sei, wie einen Lakai aus dem Haus gejagt. In den frühen Pariser Jahren entstand 1767 ein Band mit freizügigen Gedichten und Anekdoten Les Quarts d’heure d’un joyeux solitaire, ou contes de M.***, aber auch eine Würdigung Spinozas und zwei Novellem im Stil von Jean-Jacques Rousseaus Julie oder Die neue Heloise.
Nach dem Verlust des Stipendiums von Helvétius suchte sich Sabatier neue Gönner, die er unter den Gegnern der Philosophen fand. Unterstützt durch den konservativen Literaturkritiker und Publizisten Élie Catherine Fréron veröffentlichte Sabatier 1771 das „Tableau philosophique de l’esprit de M. de Voltaire“, einen einseitigen Enthüllungsbericht über die vermeintlich bösartigen literarischen und gesellschaftlichen Praktiken des Patriarchen von Ferney. Sabatier, von Voltaire spöttisch „Sabotier“ genannt, entwickelte sich in den folgenden Jahren zu einem Apologeten der Gegenaufklärung, der überall das Gift und den Fanatismus der „Philosophen“ witterte.
Das 1772 erschienene dreibändige Autorenlexikon Les trois siècles de la littérature francaise, ou tableau de l’esprit de nos écrivains depuis Francois Ier ist die konsequente Ausweitung des Angriffes auf alle freigeistigen Autoren Frankreichs der letzten drei Jahrhunderte und schont auch den früheren Gönner Helvétius nicht. 1779 folgte ein vierter Band der Les trois siècles. Das Werk stellt jedoch aufgrund der enthaltenen Biographien eine wichtige Quelle für das Leben der kleineren Autoren Frankreichs dar. Weitere größere Veröffentlichungen waren 1784 Les síècles paiens, ein Lexikon zur Mythologie und Kulturgeschichte des Altertums, sowie 1804 eine Kompilation religions- und monarchiefreundlicher Passagen aus den Werken J.-J. Rousseaus Le Véritable esprit de J.-J. Rousseau.

## Während der Französischen Revolution
Zwar fand Sabatier wegen seiner philosophischen Interessen und Kontakte auch Zugang zur Gesellschaft der Dreißig, jedoch emigrierte er sofort nach dem Sturm auf die Bastille und lebte fortan in Hamburg. 

## Lebensende
Unter der Restauration erhielt er aufgrund seiner Verdienste für das Ancien Régime eine jährliche Pension von 2000 Francs. 1817 verstarb Sabatier, der zuletzt von den Schwestern der Charité gepflegt wurde.

## Schriften
Auswahl:
- Les Quarts-d’heures d’un joyeux solitaire: ou contes de Mr.***. s. n., La Haye 1766, (Digitalisat).
- Tableau philosophique de l’esprit de M. de Voltaire. Crammer, Genf 1771, (Digitalisat).
- Les trois siècles de notre littérature, ou tableau de l’esprit de nos écrivains, Depuis Francois I, jusqu’en 1772. 3 Bände. Gueffier u. a., Amsterdam u. a. 1772, (Auf vier Bände erweitert: Les trois siècles de la littérature françoise, ou Tableau de l’esprit de nos ècrivains, Depuis François I, jusqu'en 1779. Moutard, La Haye u. a. 1779).
- Les síècles païens, ou Dictionnaire mythologique, héroïque, politique, littéraire et géographique de l’Antiquité païenne. 9 Bände. Moutard, Paris 1784.
- Vie polémique de Voltaire; ou histoire de ses proscriptions avec les pièces justificatives. Dentu, Paris An X – 1802, (Digitalisat).
- Le Véritable esprit de J.-J. Rousseau. Ou choix d’observations, de maximes et de principes sur la morale, la religion, la politique et la littérature. 3 Bände. Collignon u. a., Metz 1804.

| Personendaten    | Personendaten                                          |
| ---------------- | ------------------------------------------------------ |
| NAME             | Sabatier de Castres, Antoine                           |
| ALTERNATIVNAMEN  | Sabatier, Antoine; Sabatier de Castres, Abbé           |
| KURZBESCHREIBUNG | französischer Publizist, Journalist und Schriftsteller |
| GEBURTSDATUM     | 13. April 1742                                         |
| GEBURTSORT       | Castres (Tarn)                                         |
| STERBEDATUM      | 15. Juni 1817                                          |
| STERBEORT        | Paris                                                  |